# Cerdistus caliginosus
Cerdistus caliginosus là một loài ruồi trong họ Asilidae. Cerdistus caliginosus được White miêu tả năm 1914.